# Superowulacja
Superowulacja - uwolnienie w jednym czasie kilku (kilkunastu) komórek jajowych z pękniętych dojrzałych pęcherzyków jajnikowych. Superowulacja może być procesem naturalnym bądź stymulowanym przez człowieka. Stosowana u samic dawczyń komórek jajowych w technice przenoszenia zarodków, w wyniku czego można znacznie zwiększyć liczbę potomstwa zwierząt o pożądanych cechach.
Superowulacje można wywołać podając PMSG (eCG) iniekcyjnie po wcześniejszej synchronizacji cyklu przez gestageny.